# Panteleimon (Berdnikov)
Panteleimon (světským jménem: Pavel Viktorovič Berdnikov; * 13. července 1963, Zarečnyj) je ruský duchovní Ruské pravoslavné církve, biskup bikinský a vikář chabarovské eparchie.

## Život
Narodil se 13. července 1963 v Zarečnym. Roku 1981 dokončil studium zdravotní sestry na Moskevské zdravotnické škole. Poté pokračoval ve studiu na lékařské fakultě Moskevského lékařského stomatologického institutu. Absolvoval vojenskou fakultu a stal se nadporučíkem zdravotnické služby. V letech 1987–1988 absolvoval atestaci v oboru chirurgie. Po studiu se stal chirurgem v Zagorské centrální nemocnici.
Roku 1990 nastoupil na Moskevský duchovní seminář a roku 1993 na Moskevskou duchovní akademii.
V letech 1994–1995 byl chirurgem Moskevské duchovní akademie a v letech 1995–1996 pobýval v monastýru Rosikon na Athosu. Po svém návratu se roku 1997 stal znovu lékařem akademie. Zde působil až do roku 2012.
Dne 27. března 1998 byl postřižen na monacha a přijal mnišské jméno Panteleimon na počest svatého velikomučedníka a léčitele Pantelejmona. Dne 12. dubna stejného roku byl biskupem verejským Jevgenijem (Rešetnikovem) rukopoložen na hierodiakona a 4. prosince na jeromonacha. Dne 18. října 2007 byl povýšen na igumena.
V letech 1999–2019 vedl misijní oddělení akademie. Roku 2012 byl ustanoven představeným chrámu svatého Alexandra Něvského v sídle Sovchoz. Od roku 2016 působil jako docent církevně-praktických disciplín akademie. Dne 30. srpna 2019 se stal rektorem Chabarovského duchovního semináře.
Dne 11. října 2023 jej Svatý synod zvolil biskupem bikinským a vikářem chabarovské eparchie, 16. října 2023 byl povýšen na archimandritu a o den později byl oficiálně jmenován biskupem. Dne 22. října 2023 proběhla v Pokrovském Chotkov monastýru jeho biskupská chirotonie. Světiteli byli patriarcha moskevský Kirill, metropolita voskresenský Grigorij (Petrov), metropolita kaširský Feognost (Guzikov), metropolita chabarovský a priamurský Artemij (Snigur), metropolita astrachaňský a kamyzjakský Nikon (Fomin), arcibiskup jegorjevský Matfej (Kopylov), biskup vaninský a perejaslavský Aristarch (Jacurin), biskup amurský a čegdomynský Nikolaj (Ašimov) a biskup sergijevoposadský a dmitrovský Kirill (Zinkovskij).